# Kanton Dinan-Ouest
Dinan-Ouest is een voormalig kanton van het Franse departement Côtes-d'Armor. Het kanton maakte deel uit van het arrondissement Dinan. Het kanton werd opgeheven bij decreet van 13 februari 2014 met uitwerking op 22 maart 2015.

## Gemeenten
Het kanton Dinan-Ouest omvatte de volgende gemeenten:
- Aucaleuc
- Bobital
- Brusvily
- Calorguen
- Dinan (deels, hoofdplaats)
- Le Hinglé
- Plouër-sur-Rance
- Quévert
- Saint-Carné
- Saint-Samson-sur-Rance
- Taden
- Trélivan
- Trévron